# 甲子士禍
甲子士禍（こうししか・カプチャサファ・갑자사화）とは、李氏朝鮮第10代国王、燕山君の独裁政治の中で起こった粛清事件である。他の士禍とは性格をやや異にし、士林派のみならず、国王（君主）に反対する勲旧派の一部の勢力も弾圧（粛清）の対象となった。
1498年（燕山君4年）の「戊午士禍」によって煩わしい士林派を一掃した燕山君は、自らの周囲に追従者ばかりを侍らせて、権力者の欲望のままに、背徳的で反社会的な行為を繰り返した。奢侈な生活により破綻した国家財政に充当するために税金を課したり、官吏の功臣田の削減などの政策により、民衆だけでなく宮廷内の良識派の官僚たちにも王政の変革を望む機運が生じていた。
燕山君の行動がさらに狂的な様相を帯びるようになるのは1503年（燕山君9年）頃からで、翌1504年（燕山君10年）に入ると、外戚を中心とした宮中派と議政府によった府中派との対立を利用して権力の掌握を狙った側近の任士洪と宦官（内侍）の金子猿が、燕山君に生母（廃妃）尹氏の賜死の経緯を告げ口し、亡き母の遺品を見せた。燕山君はこれに逆上し、賜死にかかわった関係者のすべての調査と処罰を命じた。こうして、7か月以上にわたる過酷な疑惑の追及が行なわれ、勲旧派、士林派を問わず、賜死事件に関連した数多くの要人が死刑、流刑に処されたほか、昭儀鄭氏と淑儀嚴氏の2人も燕山君の手により殺害された。また、勲旧派の巨頭・韓明澮もこの時「剖棺斬屍」（ko:부관참시）に処された。生母尹氏の賜死を実行した張本人であり燕山君の祖母でもある仁粹大王大妃もこの年の5月に燕山君からの激しい虐待を受け死去している。
この国王自身による「恐怖政治」は、開国以来の課題であった王権と臣権の関係に重大な影響をもたらし、朝鮮王朝史上最初の臣下による政変を引き起こした。燕山君は1506年（燕山君12年）9月2日に朴元宗・柳順汀らによる宮廷クーデター（中宗反正）により王位を剥奪、そして燕山君に封じられ、およそ3か月後に流刑先の江華島で死亡した。